# Bessenicher Ölmühle
Die Bessenicher Ölmühle war eine Wassermühle, die im Zülpicher Stadtteil Bessenich im Kreis Euskirchen lag.
Die Mahlmühle lag direkt am Neffelbach. Sie hatte zwei Mahlgänge und eine Ölpresse und ein unterschlächtiges Wasserrad.
Oberhalb lag die Bessenicher Mühle und unterhalb die Disternicher Mühle.
Im Jahre 1808 wurde die Getreidemühle erstmals erwähnt, und zwar wurde als Besitzerin die Witwe Peter Bardenberg genannt. Sie beschäftigte einen Arbeiter. 1937 wurde anstelle des Wasserrades eine Turbine eingebaut. 1957 war die Mühle der damaligen Besitzer Geschwister Doctor noch in Betrieb. Heute wird das Gebäude als Wohnhaus genutzt.